# Líbano en los Juegos Olímpicos de Londres 2012
Líbano estuvo representado en los Juegos Olímpicos de Londres 2012 por diez deportistas, tres hombres y siete mujeres, que compitieron en siete deportes.
La portadora de la bandera en la ceremonia de apertura fue la practicante de taekwondo Andrea Paoli. El equipo olímpico libanés no obtuvo ninguna medalla en estos Juegos.